# پتسی برن
پتسی برن (انگلیسی: Patsy Byrne؛ ۱۳ ژوئیه ۱۹۳۳ – ۱۷ ژوئن ۲۰۱۴) بازیگر اهل بریتانیا بود.
از فیلم‌ها یا برنامه‌های تلویزیونی که وی در آن نقش داشته‌است، می‌توان به بینوایان، طبقه حاکم،  سرود کریسمس بلک‌ادر، صندلی نقره‌ای و بلک‌ادر  اشاره کرد.